# Alörarna (Vårdö, Åland)
Alörarna är en samling skär i Vårdö kommun på Åland (Finland). Alörarna ligger ungefär 4 km öster om Grundsunda. Den nordligaste av Alörarna är cirka 250 meter långt och är det största skäret. Här finns lite skog och ängsmark. Övriga skär är i stort sett kala med endast enstaka buskar.
Öns area är 3,4 hektar och dess största längd är 260 meter i nord-sydlig riktning.